# Leonardo Cecilio Fernández
Leonardo Cecilio Fernández López (Montevideo, 8 novembre 1998) è un calciatore uruguaiano, centrocampista del Peñarol.

## Carriera

### Club
Ha esordito nella massima serie del campionato uruguaiano con il Fénix, giocando una partita nella stagione 2014-2015. Nella successiva stagione 2015-2016 gioca 12 partite in campionato ed una partita in Coppa Sudamericana.

### Nazionale
Nel 2015 ha giocato 5 partite nel campionato sudamericano Under-17.

## Statistiche

### Presenze e reti nei club
Statistiche aggiornate al 24 maggio 2025.
| Stagione           | Squadra              | Campionato         | Campionato | Campionato | Coppe nazionali | Coppe nazionali | Coppe nazionali | Coppe continentali | Coppe continentali | Coppe continentali | Altre coppe | Altre coppe | Altre coppe | Totale | Totale |
| Stagione           | Squadra              | Comp               | Pres       | Reti       | Comp            | Pres            | Reti            | Comp               | Pres               | Reti               | Comp        | Pres        | Reti        | Pres   | Reti   |
| ------------------ | -------------------- | ------------------ | ---------- | ---------- | --------------- | --------------- | --------------- | ------------------ | ------------------ | ------------------ | ----------- | ----------- | ----------- | ------ | ------ |
| 2014-2015          | Fénix                | PD                 | 1          | 0          | -               | -               | -               | -                  | -                  | -                  | -           | -           | -           | 1      | 0      |
| 2015-2016          | Fénix                | PD                 | 12         | 0          | -               | -               | -               | CS                 | 1                  | 0                  | -           | -           | -           | 13     | 0      |
| 2016               | Fénix                | PD                 | 8          | 0          | -               | -               | -               | -                  | -                  | -                  | -           | -           | -           | 8      | 0      |
| 2017               | Fénix                | PD                 | 20         | 2          | -               | -               | -               | -                  | -                  | -                  | -           | -           | -           | 20     | 2      |
| 2018               | Fénix                | PD                 | 34         | 11         | -               | -               | -               | -                  | -                  | -                  | -           | -           | -           | 34     | 11     |
| 2019               | Fénix                | PD                 | 15         | 12         | -               | -               | -               | -                  | -                  | -                  | -           | -           | -           | 15     | 12     |
| Totale Fénix       | Totale Fénix         | Totale Fénix       | 90         | 25         |                 | -               | -               |                    | 1                  | 0                  |             | -           | -           | 91     | 25     |
| 2019               | Universidad de Chile | PD                 | 7          | 1          | CC              | 2               | 0               | -                  | -                  | -                  |             | -           | -           | 9      | 1      |
| gen.-giu. 2020     | Toluca               | LMX                | 10         | 8          | CMX             | 4               | 0               | -                  | -                  | -                  | -           | -           | -           | 14     | 8      |
| 2020-2021          | Tigres UANL          | LMX                | 22         | 1          | -               | -               | -               | CCL                | 3                  | 1                  | Cmc         | 0           | 0           | 25     | 2      |
| 2021-gen. 2022     | Tigres UANL          | LMX                | 12         | 0          | -               | -               | -               | -                  | -                  | -                  | LC          | 1           | 0           | 13     | 0      |
| Totale Tigres UANL | Totale Tigres UANL   | Totale Tigres UANL | 34         | 1          |                 | -               | -               |                    | 3                  | 1                  |             | 1           | 0           | 38     | 2      |
| gen.-giu. 2022     | Toluca               | LMX                | 15         | 7          | -               | -               | -               | -                  | -                  | -                  | -           | -           | -           | 15     | 7      |
| 2022-2023          | Toluca               | LMX                | 39         | 10         | -               | -               | -               | -                  | -                  | -                  | -           | -           | -           | 39     | 10     |
| Totale Toluca      | Totale Toluca        | Totale Toluca      | 64         | 25         |                 | 4               | 0               |                    | -                  | -                  |             | -           | -           | 68     | 25     |
| lug.-dic. 2023     | Fluminense           | A                  | 18         | 1          | CB              | 0               | 0               | CL                 | 2                  | 0                  | Cmc         | -           | -           | 20     | 1      |
| 2024               | Peñarol              | PD                 | 33         | 16         | CU              | 2               | 3               | CL                 | 12                 | 3                  | -           | -           | -           | 47     | 22     |
| 2025               | Peñarol              | PD                 | 16         | 5          | CU              | 0               | 0               | CL                 | 5                  | 2                  | SU          | 1           | 0           | 22     | 7      |
| Totale Peñarol     | Totale Peñarol       | Totale Peñarol     | 49         | 21         |                 | 2               | 3               |                    | 17                 | 5                  |             | 1           | 0           | 69     | 29     |
| Totale carriera    | Totale carriera      | Totale carriera    | 262        | 74         |                 | 8               | 3               |                    | 23                 | 6                  |             | 2           | 0           | 295    | 83     |

## Palmarès

### Club

#### Competizioni internazionali
- CONCACAF Champions League: 1

Tigres UANL: 2020
- Coppa Libertadores: 1

Fluminense: 2023

#### Competizioni nazionali
- Campionato uruguaiano: 1

Peñarol: 2024

### Individuale
- Capocannoniere della Primera División de Uruguay: 1

Apertura 2019 (12 reti)